# アルトゥール・ゴメス・ロウレンソ
アルトゥール（Arthur）またはアルトゥール・ゴメス（Arthur Gomes）ことアルトゥール・ゴメス・ロウレンソ（ポルトガル語: Arthur Gomes Lourenço、1998年7月3日 - ）は、ブラジルのサッカー選手。クルゼイロEC所属。ポジションはFW。

## クラブ歴
ウベルランジアECやサンパウロFCの下部組織に在籍し、2012年11月にサントスFCの下部組織に加入。2015年1月に2年契約を締結。2016年6月にガブリエウ・バルボーザが移籍したためトップチームの練習に呼ばれるようになった。10月19日のコパ・ド・ブラジルで初めてベンチに入った。11月6日のカンピオナート・ブラジレイロ・セリエAのAAポンチ・プレッタ戦でジェアン・モタに代えて投入されプロ初出場。翌年1月4日に2021年12月まで契約を延長した。2月3日のカンピオナート・パウリスタで初得点。その後レヴィー・クルピ監督の下でも起用が少なかったが、エラーノ・ブルメル監督代行によってスターティングメンバーに抜擢され、11月4日にカンピオナート・ブラジレイロ・セリエA初得点を記録した。2018年3月1日にコパ・リベルタドーレス2018でコパ・リベルタドーレス初出場、この試合でもジェアン・モタに代えての投入であった。
2021年8月9日、プリメイラ・リーガのGDエストリル・プライアに3年契約で完全移籍したが、アルトゥールの保有権50%はサントスが保持する条件がついている。